# کتلین جورجیان
کتلین جورجیان (انگلیسی: Katelin Guregian؛ زادهٔ ۱۶ اوت ۱۹۸۷) قایقران روئینگ اهل ایالات متحده آمریکا است.
وی در مسابقات کشوری و بین‌المللی در مجموع برندهٔ ۸ مدال طلا، ۲ مدال برنز شده‌است.